# Tabanus trilineatus
Tabanus trilineatus är en tvåvingeart som beskrevs av Pierre André Latreille 1817. Tabanus trilineatus ingår i släktet Tabanus och familjen bromsar. Inga underarter finns listade i Catalogue of Life.